# دومينيكو جاتيلوسيو

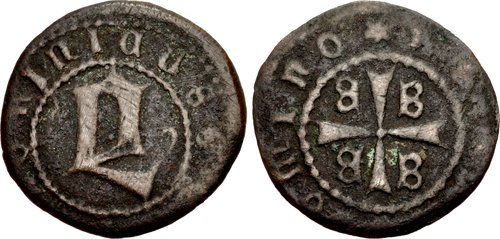
قطعة نقدية نقش عليها أول حرف من اسم دومينيكو جاتيلوسيو ، على الوجه الثاني الصليب الرباعي.

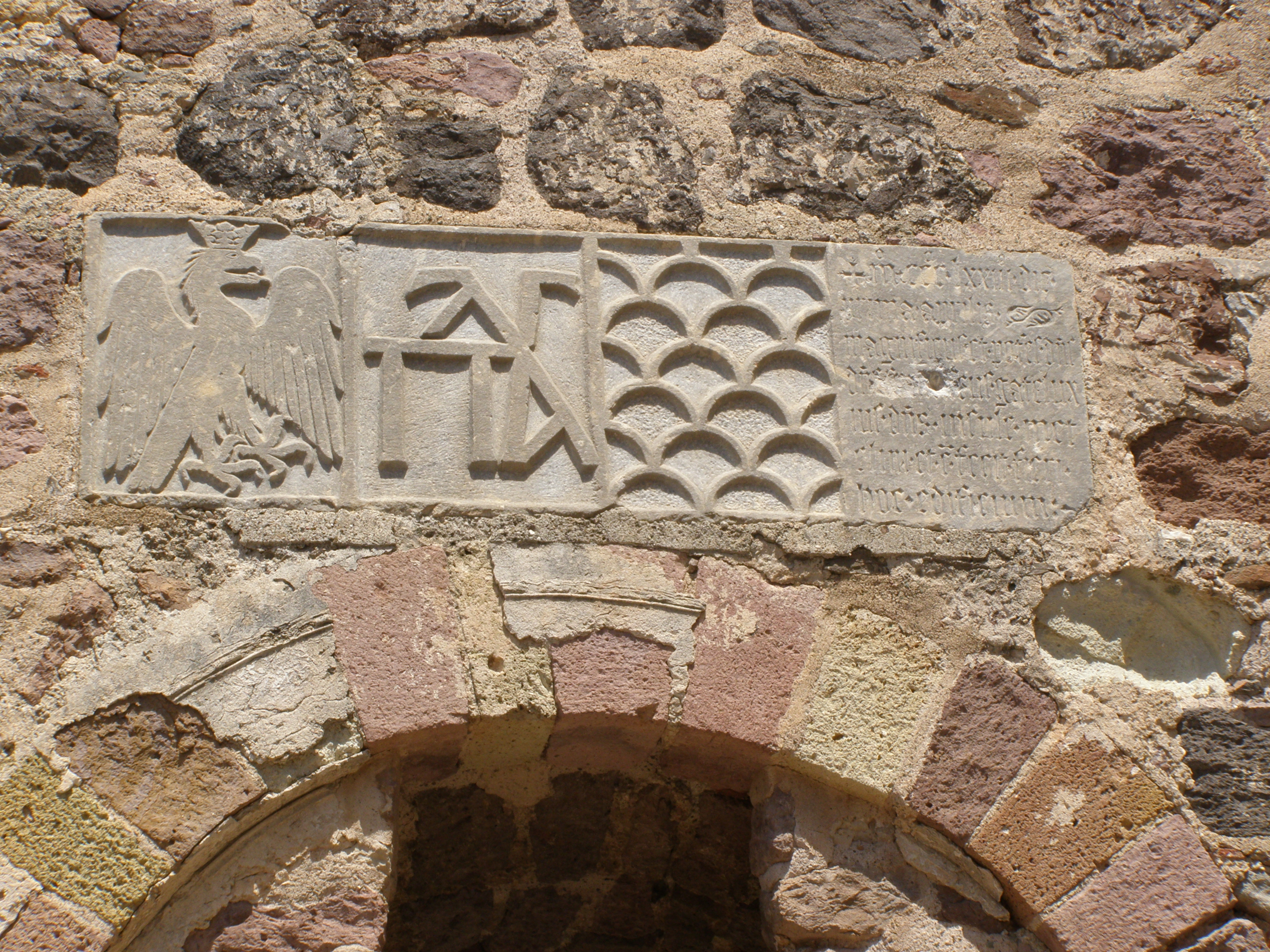
نقش بارز في قلعة ميتيليني، يظهر نسر عائلة دوريا (أقصى اليسار) ، عائلة سيفربالايولوجوي (يسار الوسط)، ومعطف جاتيلوسي للأسلحة (يمين الوسط).

دومينيكو جاتيلوسيو (بالإنجليزية: Domenico Gattilusio) (توفي عام 1458) هو ابن دورينو إي جاتيلوسيو وأورييتا دوريا وخامس فرد من عائلة جاتيلوسي يحكم ليسبوس. حكم مابين 1455 إلى غاية 1458.

## روابط خارجية
- Cawley, Charles, LESBOS (GATTILUSIO), Medieval Lands database, Foundation for Medieval Genealogy